# 고원역
고원역(高原驛)은 조선민주주의인민공화국 함경남도 고원군 고원읍에 위치한 평라선과 강원선의 철도역이다. 함경선과 경원선의 일부 구간을 합하여 이루어진 강원선(고원~평강)이 본 역에서 평라선과 분기한다.

## 연혁
- 1916년 9월 21일: 영업 개시[2]